# Tony Scott
Tony Scott (Stockton-on-Tees, Engleska, 21. srpnja 1944. – San Pedro, Los Angeles, 19. kolovoza 2012.) britanski filmski redatelj i producent.

## Životopis
Mlađi brat uglednog redatelja Ridleya Scotta poznat je po komercijalnijim uradcima od svog starijeg brata (komercijalno u smislu podilaženja publici, ne u smislu boljih rezultata na kino-blagajnama), no usprkos tomu (ili možda upravo zbog toga) neki od njegovih filmova su među generacijama koje su odrastale osamdesetih (i devedesetih) zadobili kultni status (Top gun 1986. godine s Tomom Cruiseom u glavnoj ulozi; Prljavi igraju prljavo s Bruceom Willisom u glavnoj ulozi 1991. godine).
Radio je na novoj verziji kultnih Ratnika podzemlja (Warriors) Waltera Hilla.
Počinio je samoubojstvo 19. kolovoza 2012. skokom s mosta Vincent Thomas u San Pedru.

## Filmovi (kao redatelj)
- Nezaustavljivi(2009.)
- Domino (2005.)
- Agent Orange (2004.)
- Man on Fire (2004.)
- The Hire: Beat the Devil (2002.)
- Spy Game (2001.)
- Enemy of the State (1998.)
- "Obožavatelj" (The Fan - 1996.)
- "Grimizna plima" (Crimson Tide - 1995.)
- "Prava romansa" (True Romance - 1993.)
- "Prljavi igraju prljavo" (The Last Boy Scout - 1991.)
- "Dani groma" (Days of Thunder - 1990.)
- Revenge (1990.)
- Beverly Hills Cop II (1987.)
- Top Gun (1986.)
- "Glad" (The Hunger - 1983.)
- One of the Missing (1971.)
- Loving Memory (1969.)